# Сулейманіє
Комплекс Сулейманіє (тур. Süleymaniye Camii ve Külliyesi) — одна з мечетей Стамбула. Розташована в кварталі Вефа району Фатіх — старій частині міста. Споруджена протягом 1550—1557 років видатним османським архітектором Сінаном за наказом султана Сулеймана Пишного. На території комплексу мечеті розташовані тюрбе султана Сулеймана, а також його дружини Роксолани.
Мечеть Сулейманіє була найбільшою мечеттю Стамбула впродовж 462 років, допоки в 2019 році не відкрилася Мечеть Чамлиджа.

## Історія

### Передумови
Анонімна Османська хроніка ствержує, що султан Сулеймман вирішив збудувати мечеть у березні 1548 року:
| Ліві лапки | У той час його високість султан, володар світу, зрозумів минущість цього світу, якому судилося дійти кінця, і необхідність залишити по собі пам’ятку, яку згадуватимуть до кінця часів і яка сіятиме радість із вдячною згадкою благочастивих діянь. Ідучи протореним попередніми султанами шляхом, він замовив побудову незрівнянного мечетного комплексу власного імені. Після плавлення чистого та столового золота, яке не викликало жодних підозр чи сумнівів, були виплавлені 150.000 золотих зливків (9.000.000 асперів) і передані керівникові будівництва для підготовки необхідних матеріалів. Ґюльру Неджіпоглу «Доба Сінана: архітектурна культура в Османській імперії». | Праві лапки |

### Історія побудови
Дати побудови мечеті Сулейманіє — центрального об’єкту комплексу — точно відомі з пам’ятної таблички, розміщеної на будівлі. На ній вказано, що будівництво розпочалося 957 року у 20-30 числах місяці джумада-аль-авваль за Хіджрою (6-16 червня 1550 року за григоріанським календарем) і закінчилося 964 року у 20-29 числах зуль-хіджа за Хіджрою (14-23 жовтня 1557 року за григоріанським календарем). Конкретна дата є предметом дискусії, але загальноприйнятою є 13 червня 1559 року — п'ятниця. Датою початку будівництва було визначено закладання фундаменту мечеті Сулейманіє, на якому перший камінь заклав шейхульіслам Ебусууд-ефенді. За традицією, він заклав перший камінь туди, звідки згодом височітиме стіна міхрабу. На церемонії закладання першого каменя також був присутній султан Сулейман.
Решта об'єктів комплексу, як свідчить фінальне підбиття кошторису, було завершене у 1559 році. До бюджету комплексу не увійшло тюрбе Сулеймана I Пишного, адже його збудували на кошти його сина і наступника султана Селіма II.
За фінансовими відомостями, на будівництво було витрачено понад 2.600.000 трудоднів. 55 % усіх працівників були вільними, 40 % — аджемі огланами і лише 5 % — невільниками. Усі кваліфіковані працівники як-то каменярі, муляри, столярі, ковалі, ливарники, склярі, художники і частини некваліфікованих вільних працівників отримували за свою роботу гроші, тоді як аджемі оглани та невільники працювали під началом майстра за натуральні виплати. Із задіяних на будівництві 5.523 майстрів 51 % були християнами, 49 % — мусульманами і одна людина — юдеєм. Майстрів на запит головного архітектора звозили з усієї країни. 

## Комплекс

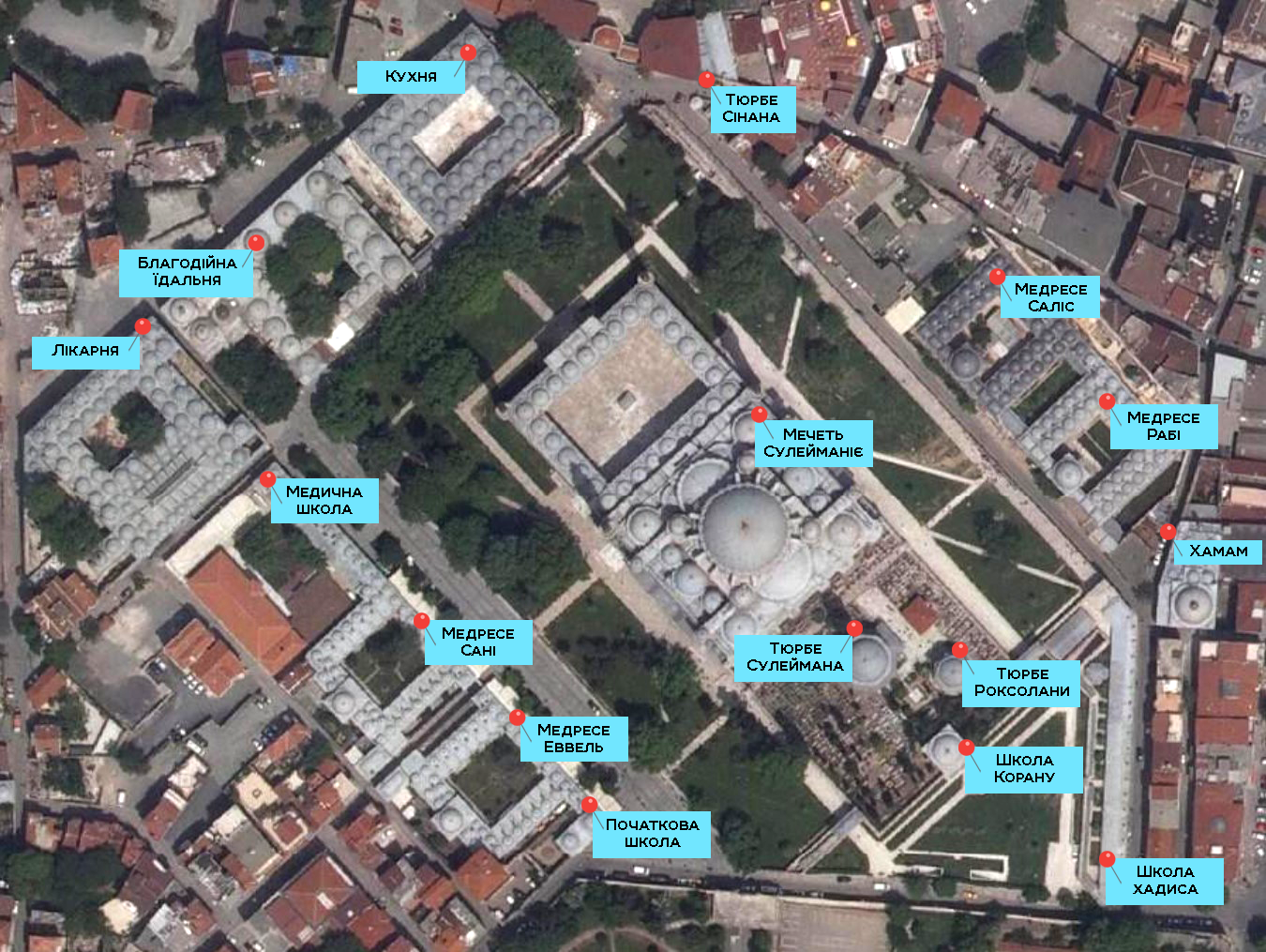
Споруди комплексу Сулейманіє на сучасній мапі

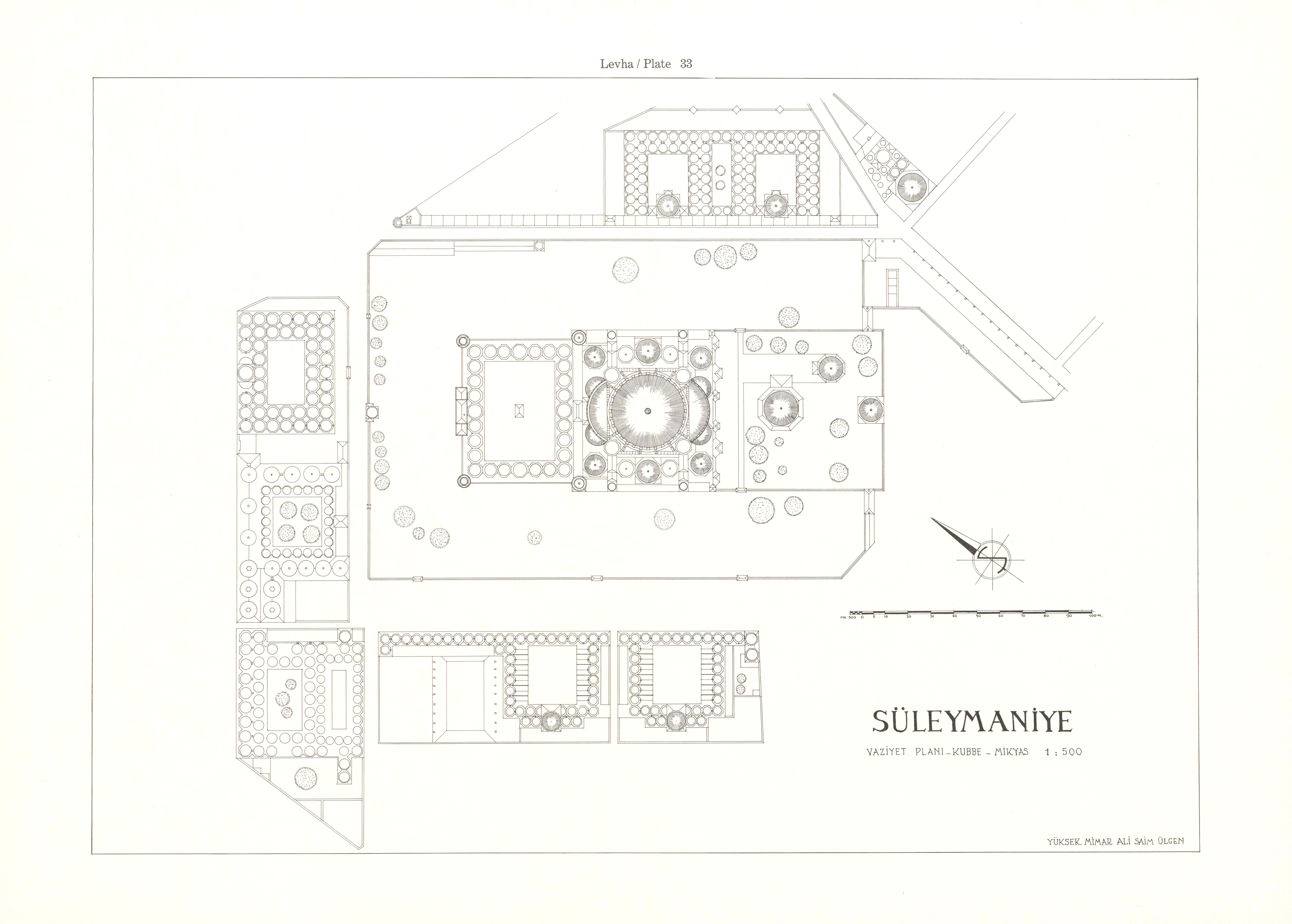
Архітектурний план комплексу Сулейманіє, створений архітектором Алі Саімом Ульґеном, 1940 рік

Увесь комплекс Сулейманіє займає площу близько 70 гектарів. Купець Ганс Дерншвам переказував, що площа комплексу була більшою за тогочастну Братиславу і наближалася за розмірами до Белграда
До складу кюлліє входять:
1. мечеть Сулейманіє
2. тюрбе султана Сулеймана
3. тюрбе Роксолани (Хюррем-султан)
4. кухня
5. благодійна їдальня
6. лікарня та психлікарня
7. медична школа
8. медресе (4 шт.)
9. студентські гуртожитки
10. школа хадиса
11. початкова школа
12. школа Корану
13. хамам
14. караван-сарай і торогові ятки

Також на території кюлліє є невеликий цвинтар. Тюрбе самого архітектора Сінана перебуває поза розпланованою територією комплексу. Його будинок був розташований на ділянці між тюрбе та медресе Саліс. І на проживання, і на побудову власного тюрбе в безпосередній близькості до Сулейманіє архітектор Сінан отримав особливий дозвіл султана. 

### Мечеть
Про відкриття мечеті Сінан розповідає наступне:
| Ліві лапки | Ключ я віддав у благословенні султанську руки, промовив молитву і завмер, склавши руки. Падишах звернувся до свого одабаши:«Хто є найдосточнішим, щоб відкрити мечеть?» Той у відповідь: «Падишаху, ваш покірний слуга ага — сіль землі, у цьому сенсі найдостойніший з ваший рабів той, хто вклав у це свою працю.» Тож Падишах помолився, з усією щирістю передав ключ мені і сказав: «Ти звів цей Божий дім і тобі його заслужено відкривати.» Я промовив: «Я-Феттах» і відрив її. | Праві лапки |

#### Архітектура

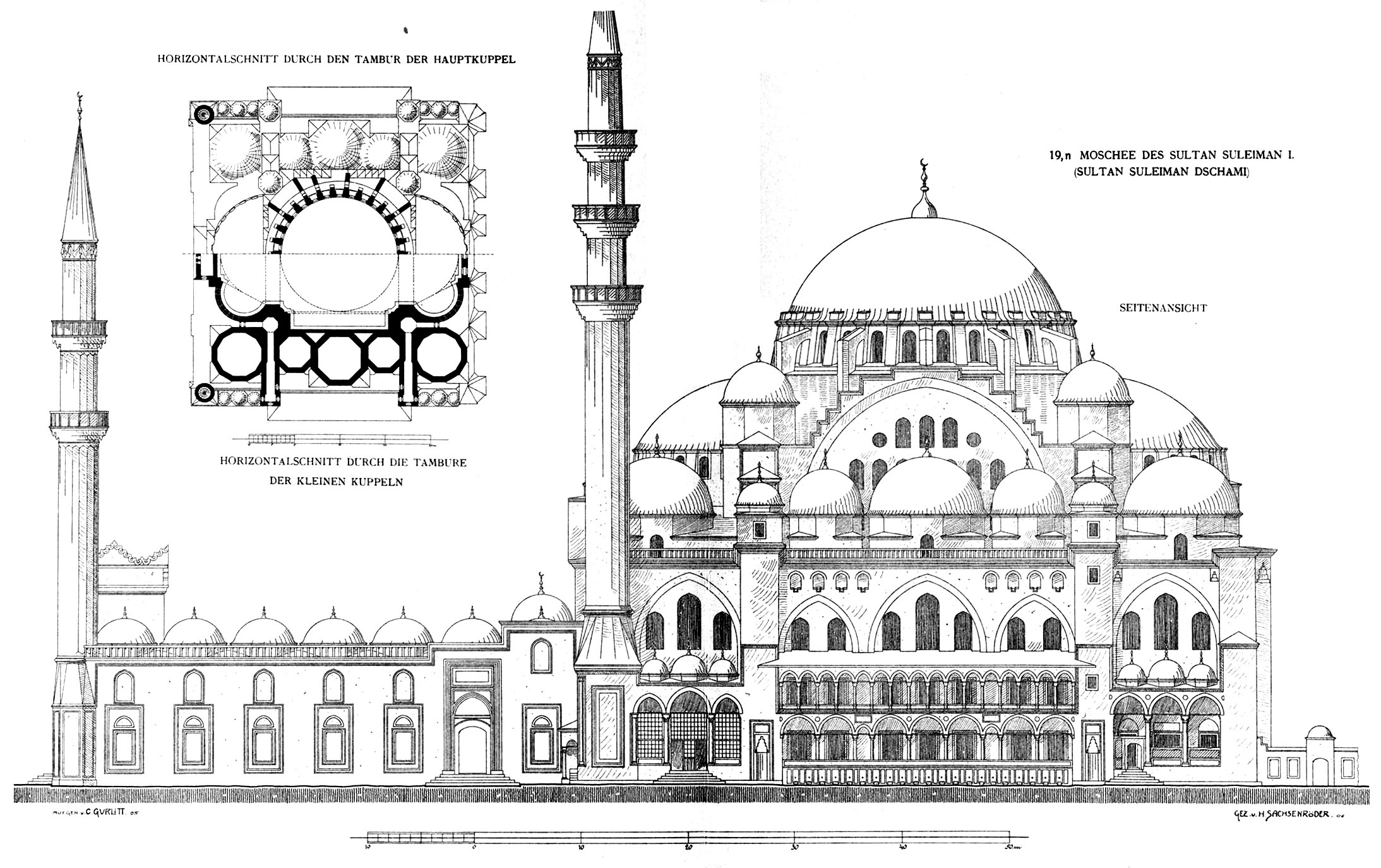
План мечеті Сулейманіє, створений Корнеліусом Ґурліттом, 1912 рік

Основна частина мечеті майже квадратна, розташована на осі південний схід-півнчіних захід, оточена стінами 69 м  на 62,3 м. Внутрішній дворик оточує портик на 28 куполів: по дев'ять із заходу та зі сходу, і по сім — з боків. По середині дворика розташований мармуровий фонтан. У часи свого відкриття мечеть височіла над будівлями кюлліє, які на той час були щойнайбільше трьохповерховими і критими черепицею.
На кутах з'єднання конструкції дворика та основної споруди мечеті розташовані два високі мінарети з трьома балкончиками шерефе. Найнижчий балкончик знаходиться на одній прямій із обідком основного купола, а найвищий — на одній прямій зі шпилем алем. Два інших мінарети, розташовані навпроти, нижчі та мають лише два балкончики. Мінарети на плані Сулейманіє розміщені абсолютно аналогічно мінаретам в мечеті Уч-Шерефелі в Едірне.
Мінарети та балкончики символізують собою султана Сулеймана Пишного. Балкончики, яких у сумі 10, вказують на те, що Сулейман — десятий султан Османської імперії, а 4 мінарети говорять про те, що він — четверий султан після завоювання Стамбула. 
Дані про висоту купола та його діаметр різняться у різних джерелах: вистоа в межах 48—56 м, даметр — у межах 25,5—27,4 м.

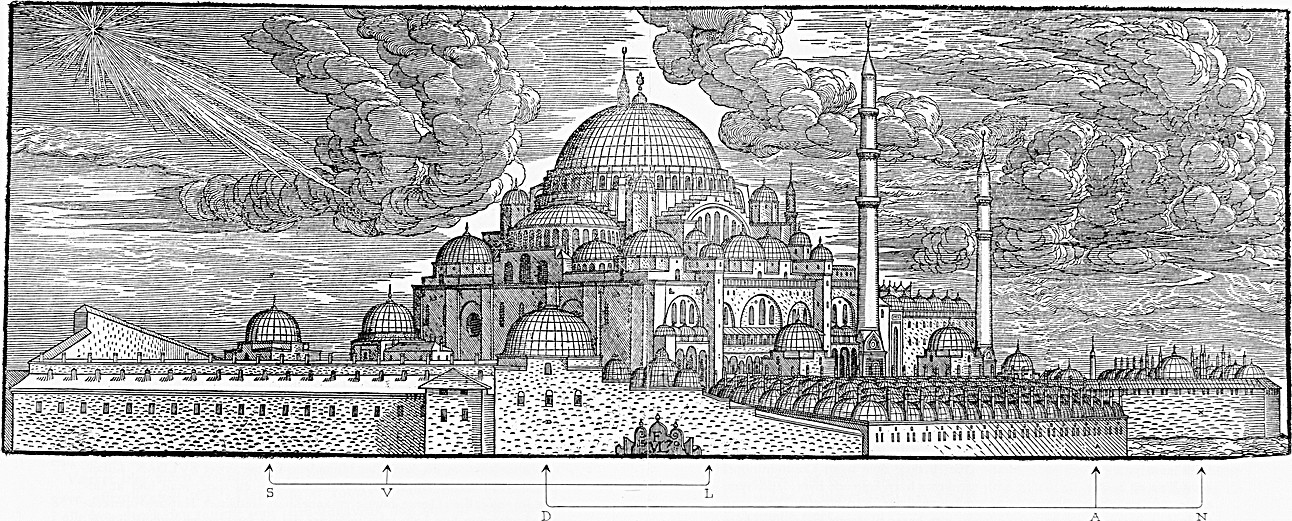
Комплекс Сулейманіє, гравюра Мельхіора Лорка, 1570 рік.

### Тюрбе султана Сулеймана

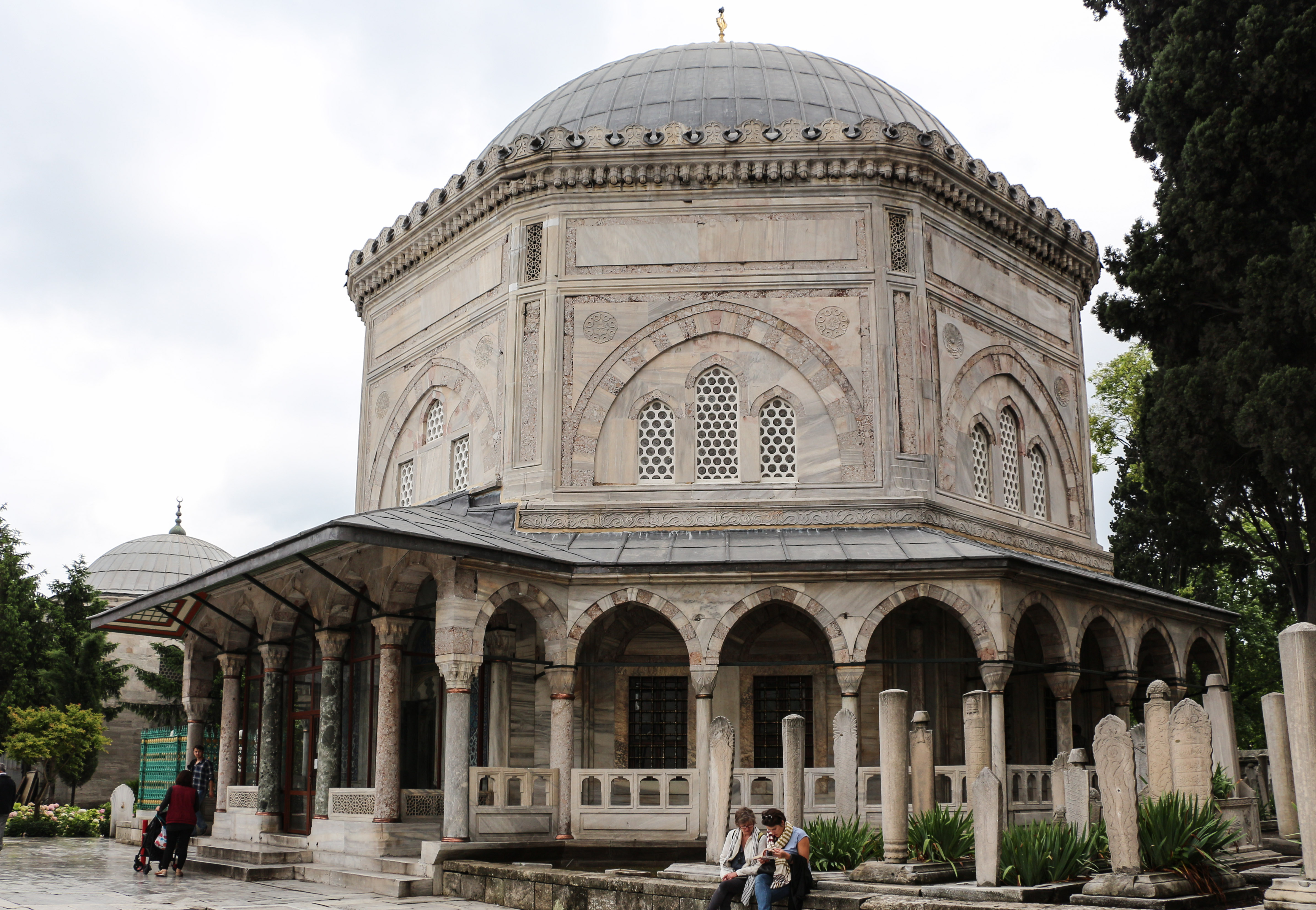
Екстер'єр тюрбе султана Сулеймана

На тюрбе немає і ніколи не було кітабе — таблички з написом, яка зазвичай вказує на час побудови споруди. Відомо, що будівництво розпочалося одразу після смерті султана Сулеймана 1566 року, а основні роботи, крім оздоблення, завершилися в січні 1568 року. Тюрбе було завершено найпізніше з усіх споруд комплексу.

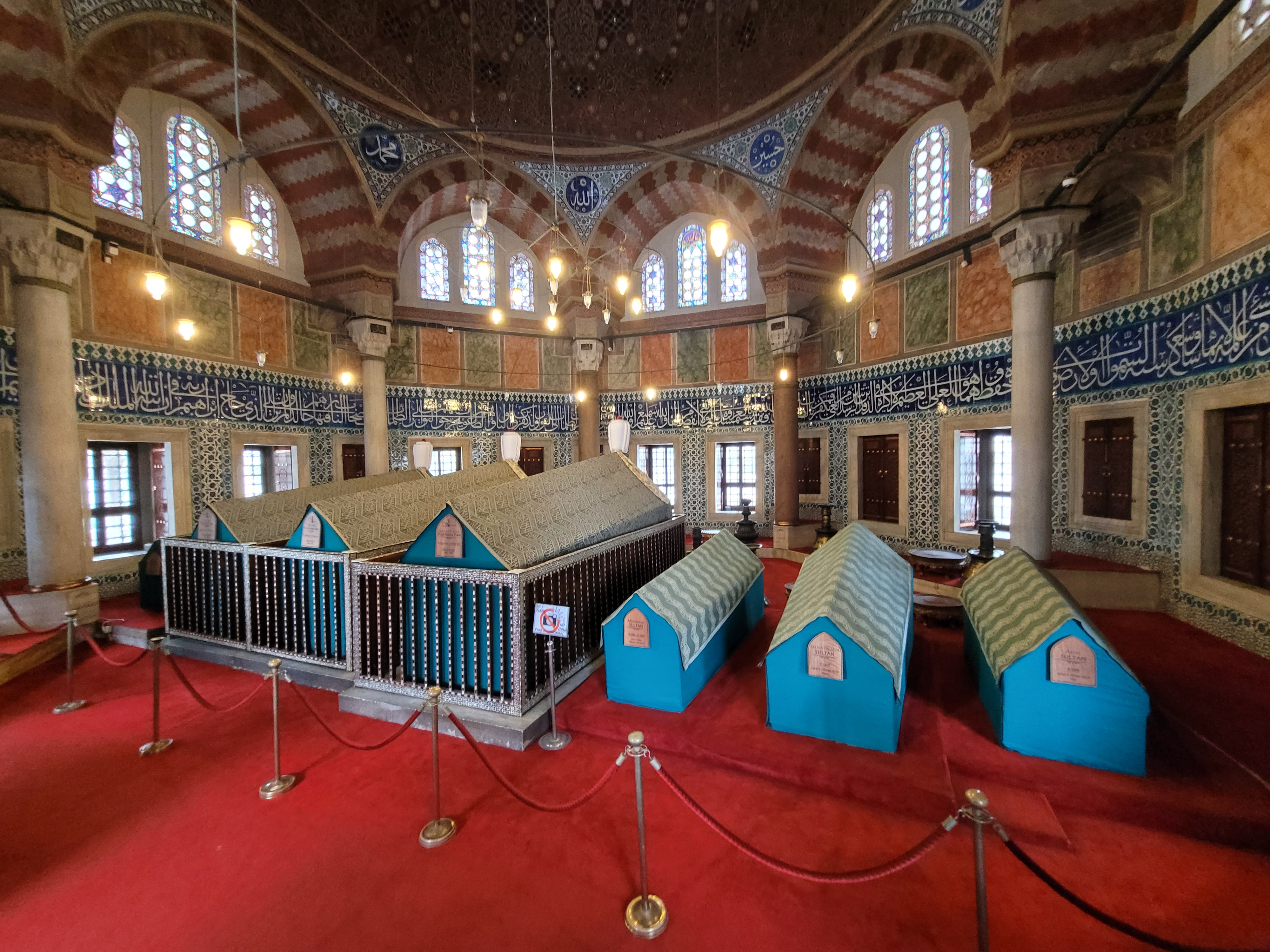
Інтер'єр тюрбе султана Сулеймана

Укрите мармуром тюрбе має восьмикутну форму, по периметру оточене портиком із 29 колон, до якого ведуть три сходинки. Над ґанком, де зараз відвідувачі знімають взуття, стеля вистелана мармуровими плитами, взятими з Софійського собору. Відувачам видно рівну поверхню пластин, але на прихованій стороні присутній грецкий текст, який розповідає про певне релігійне зібрання. Під час реставрації тюрбе у 1970-х роках з цього тексту зняли відтиск, оригінали плит залишилися в тюрбе, а копії поставили на вході до Ая-Софії.

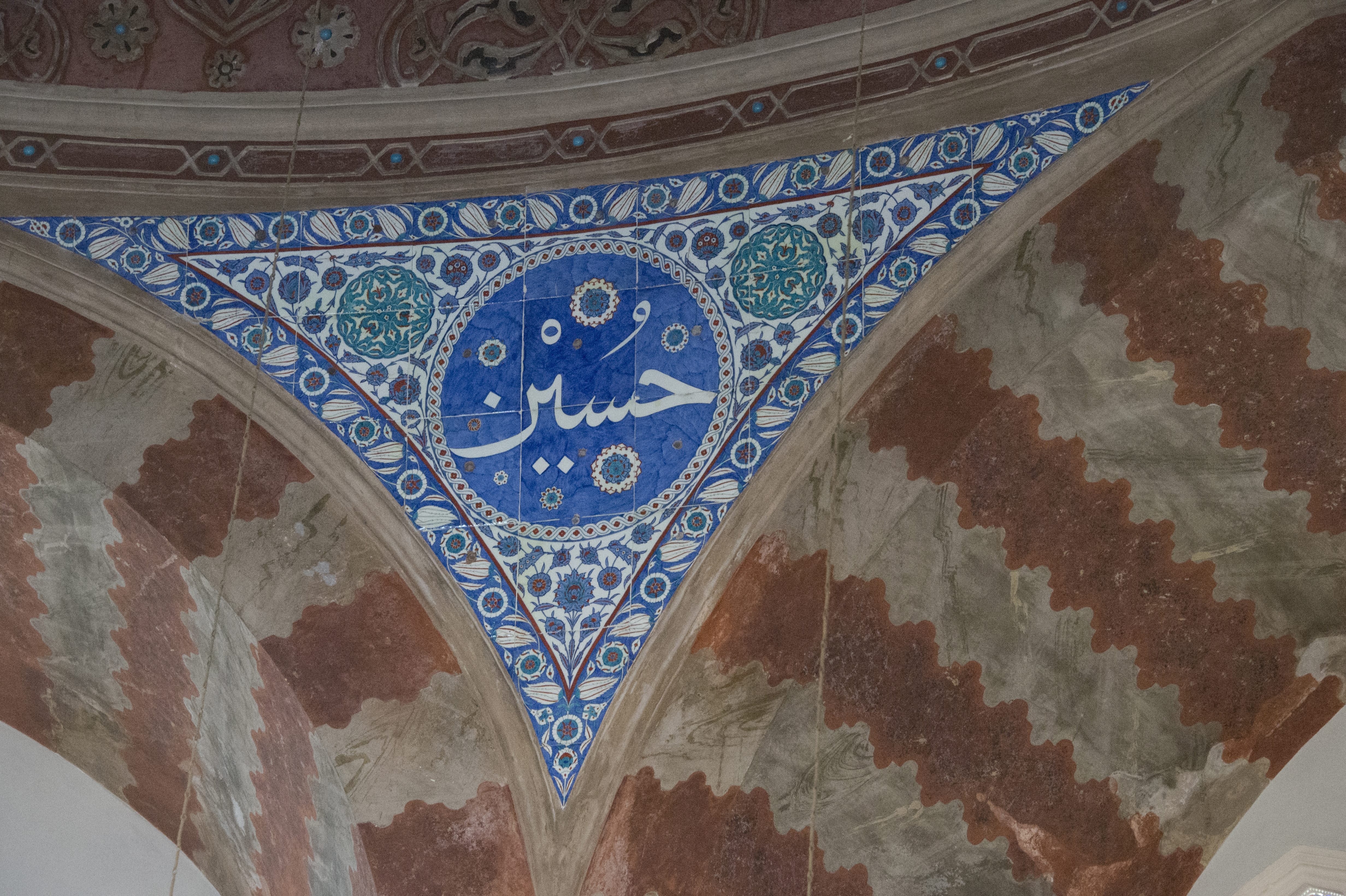
Приклад вкритого кахлями вітрила

На зовнішніх стінах перед входом, який розташований із північно-східної частини споруди, присутні дві симетричні кахельні таблички з написами, на яких стилем джелі сулюс виписане закінчення 88 аяту сури Аль-Кассас «Все, крім Аллаха, піде прахом». На лівій табличці викарбувані імена Хусейн та Ібрагім і дата 1254 рік за Хіджрою, що вказує на реставраційні роботи, проведені 1838 року.
Трисекційні вхідні двері з інкрустованим перламутром кюндекярі (техніка створення орнаментів зі шматочків дерева чи інших матеріалів) — один із найрідкісніших прикладів османської майстерності роботи по дереву. У верхній частині написана шагада, посередині — орнамент відцентрований від десятикутної зірки, нижня секція має орнамент із пересічних дванадцятикутників, які формують шестикутні зірки. Також техніка кюндекярі використана для оздоблення віконниць із середини тюрбе. Поясом понад вікнами на кахлях написана басмала, Аят аль-Курсі та аяти 256—258 сури Бакара. У цій усипальниці вперше в Османській архітектурі вітрила були вкриті кахлями. 
Всередині на просторі з символічними трунами є внутрішній портик на підвищенні. За умовами вакфу, він призначався для 90 читців Корану. Також для зберігання їхніх речей у стінах зроблені спеціальні ніші (40 х 40 х 75 см) та шафки. Тюрбе Сулеймана, яке має подвійний внутрішній і зовнішній портик, а також подвійний (внутрішній і зовнішній) купол, посідає особливе місце в історії архітектури.

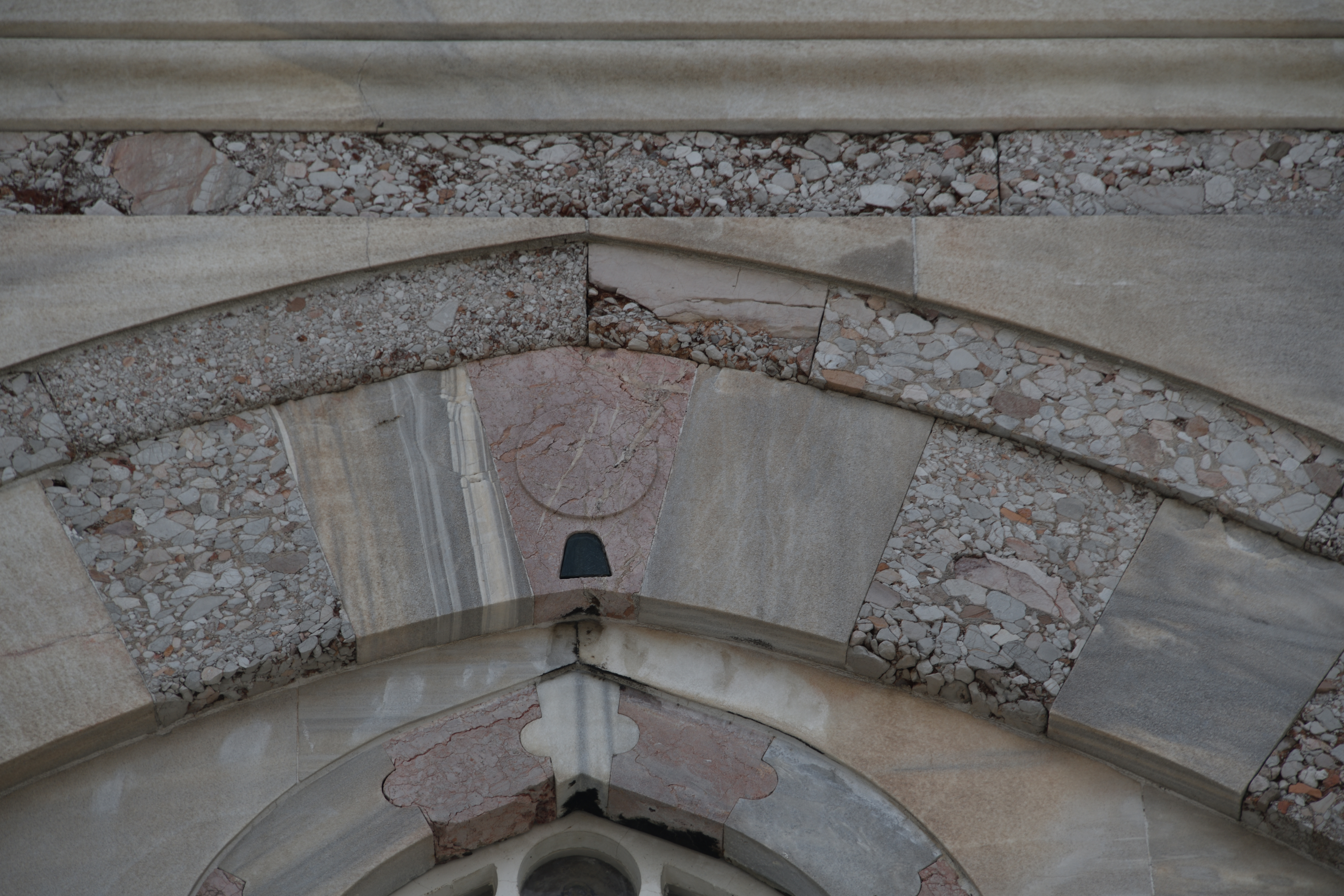
Чорний камінь над входом до тюрбе султана Сулеймана

Усипальниця збудована на кошти сина султана Сулеймана — султана Селіма II. Щоб збільшити кількість відвідувачів тюрбе батька, султан Селім II взяв шматок священного для мусульман Чорного каменя, який тоді перебуав у Стамбулі, і велів вмонтувати його у вхідну арку. Такий же камінь є в мечеті Соколлу Мехмед-паші.
Спершу в тюрбе був похований лише Сулейма Пишний, але пізніше тут почали ховати й інших представників династії Османів. 1578 року тут була похована донька Сулеймана Міхрімах-султан,  1689 — Діляшуб-султан, 1691 — її син султан Сулейман II, 1695 — султан Ахмед II, 1713 — його дружина Рабія-султан і 1694 — його донька Асіє-султан.

### Тюрбе Роксолани

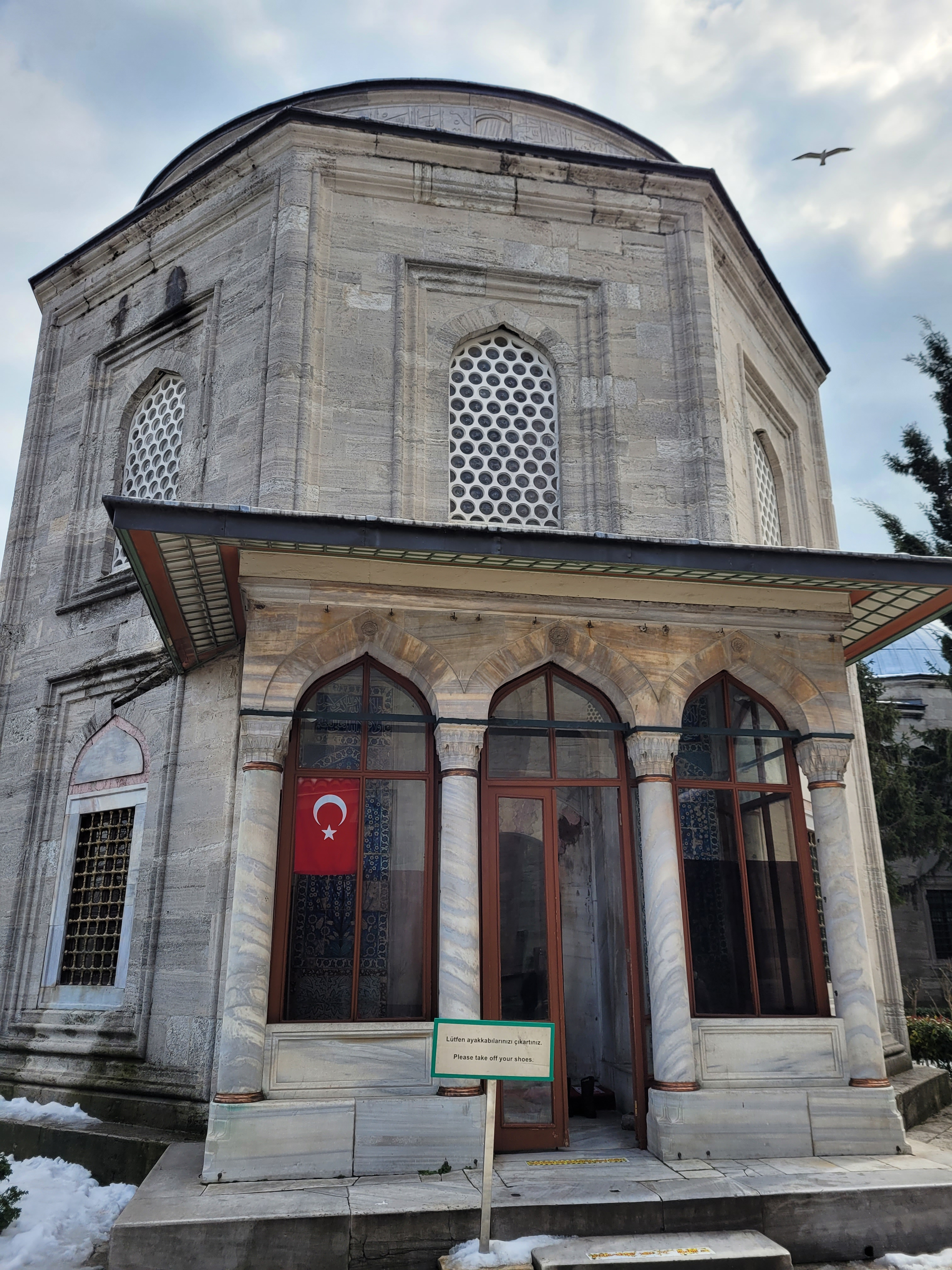
Екстер'єр тюрбе Роксолани

Тюрбе Роксолани розташоване на південний схід від тюрбе султана Сулеймана і теж не мало таблички з датою зведення. За даними, внесеними до будівельних відомостей відомо, що усипальницю Хюррем-султан завершили 1589 року.
Тюрбе, як і усипальниця султана Сулеймана, має восьмикутну основу. На вході у неї триарочний портик, з'єднаний з основною будівлею. Обабіч входу на стінах викладені кахлі, оздоблені орнаментами квітів японської айви. Укритий свинцем купол діаметром у 920 см розташований на невеликому підвищенні, устеленому мармуром. Його оперізують аят аль-Курсі та сура Аль-Імран. Текст починається над входом і, зробивши коло довкола купола, закінчується там же.
Окрім Роксолани, в усипальниці похований син Селіма II шезаде Мехмед і племінниця Сулеймана Пишного Ханим-султан.

### Теологічні школи
Архітектурними домінантами комплексу є п’ять теологічних шкіл. Чотири з них теологічні семінарії фікгу  — медресе Еввель, Сані, Саліс та Рабі (перша, друга, третя і четверта) та вища школа хадиса, яка спецілізувалася на традиціях Пророка та тлумаченні Корану. У медресе парна близнюкова архітектура. Еввель і Сані розташовані в західній частині кюлліє, зараз використовуються як Бібліотека Сулейманіє; Саліс і Рабі — у східній частині кюлліє з боку Золотого рогу. У медресе Еввель і Сані було по 20 кімнат, а в Саліс і Рабі — по 22. 
Медресе були збудовані для того, щоб зайняти найвищий щабель серед теологічних закладів освіти і перевершити провідні на той час теологічні школи — вісім медресе з комплексу Фатіха та медресе мечеті Ая-Софія. Передбачалося, що у вищій школі хадису головуватимуть колишні шейхульіслами, а в медичній школі — особистий лікар султана. Після зведення кюлліє Сулейманіє система ранжування медресе в Османській імперії змінилася, була сформована система із дванадцяти сходинок, яка проіснувала до XX століття. Перші найвищі щаблі посіли медресе з рангом «Сулейманіє»:
 
- Найпрестижнішою стала школа хадиса Сулейманіє;

- Хамісе-і Сулейманіє;

- Сулейманіє;

- Мусилє-і Сулейманіє.

Так рівень медресе при мечеті Каріє, збудованої за наказом Хюррем-султан, поступово піднімався й у XX столітті доріс до «Хамісе-і Сулейманіє»